# Greco-americani
I greco-americani sono dei cittadini statunitensi di origine greca.
Secondo lo United States Census Bureau, nel 2010 erano circa 1,3 milioni, anche se secondo altre stime il numero cresce fino a 3 milioni di persone e un totale di 321.144 persone parlano correntemente in lingua greca a casa.
La più alta concentrazione di greco-americani vive nella regione di New York, Boston e Chicago. La loro presenza è però costante in tutte le aree metropolitane della nazione. Nel 2000 Tarpon Springs, in Florida ospitava la più alta concentrazione, in percentuale, di greco-americani di tutti gli Stati Uniti (11%).
I greco-americani sono la più grande comunità di oriundi greci al mondo, davanti alle comunità di Australia, Cipro, Albania, Canada, Germania e Regno Unito.